# Ministère des Affaires étrangères (Suède)
Pour les articles homonymes, voir Ministère des Affaires étrangères.
Le ministère des Affaires étrangères (en suédois : Utrikesdepartementet ou UD) du gouvernement du royaume de Suède est responsable de la préparation et la mise en œuvre de la politique étrangère du pays.
Le palais Arvfurstens qui en est le siège abrite les bureaux de deux ministres :
- Maria Malmer Stenergard : ministre des Affaires étrangères
- Benjamin Dousa (en) : ministre de la Coopération internationale pour le développement

## Histoire
S'établissant comme une puissance européenne à partir du XVIe siècle, la Suède éprouve de plus en plus le besoin d'une représentation diplomatique à l'étranger. Celle-ci est habituellement assurée par des commissions spéciales, par exemple dans le cadre de négociations de paix et d'union. La Suède établit une première ambassade à La Haye, en 1616.
Le ministère des Affaires étrangères est créé en 1791 lorsque le roi Gustav III met en place le Konungens den kabinett för den utrikes brevväxlingen (le Cabinet du roi pour la correspondance avec les puissances étrangères). En 1840, l'organisation a officiellement changé de nom pour devenir l'Utrikesdepartementet (ministère des Affaires étrangères).
En 1858, le ministère se scinde en quatre sections : politique, commerciale, consulaire et services fiscaux. En 1928, ces sections sont réorganisées en départements : politique, judiciaire, commercial et personnel.
Les missions diplomatiques de la Suède ont longtemps été entièrement concentrées en Europe. La première ambassade outre-Atlantique est ouverte à Washington, D.C. au début des années 1800 et celle de Tokyo un siècle plus tard. L'expansion du réseau dans les pays d'outre-mer commence après la Seconde Guerre mondiale.

## Organisation
Le ministère compte environ 1 500 employés, dont environ 20 % travaillent au bureau de Stockholm.

## Liste des ministres
L'actuel ministre des Affaires étrangères est, depuis le 10 septembre 2024, Maria Malmer Stenergard.